# Angel Eyes (Duke Pearson)
Angel Eyes è un album di Duke Pearson, pubblicato dalla Polydor Records nel 1968. 

## Tracce
Lato A
1. Bag's Groove – 5:02 (Milt Jackson) – Registrato il 1º agosto 1961 al Bell Sound Studios di New York City, New York
2. Le Carrousel – 4:51 (Duke Pearson) – Registrato il 1º agosto 1961 al Bell Sound Studios di New York City, New York
3. Angel Eyes – 2:41 (Matt Dennis, Earl Brent) – Registrato il 12 gennaio 1962 al RCA Studios di New York City, New York[2]
4. I'm an Old Cowhand – 4:46 (Johnny Mercer) – Registrato il 1º agosto 1961 al Bell Sound Studios di New York City, New York

Lato B
1. Jeannine – 5:32 (Duke Pearson) – Registrato il 1º agosto 1961 al Bell Sound Studios di New York City, New York
2. Say You're Mine – 5:27 (Duke Pearson) – Registrato il 1º agosto 1961 al Bell Sound Studios di New York City, New York
3. Exodus – 5:48 (Ernest Gold) – Registrato il 1º agosto 1961 al Bell Sound Studios di New York City, New York

Edizione CD del 2009, pubblicato dalla Muzak/Jazzline Records (MZCB-1184)
1. Bag's Groove – 5:01 (Milt Jackson)
2. Le Carrousel – 4:51 (Duke Pearson)
3. Angel Eyes – 2:41 (Matt Dennis, Earl Brent)
4. I'm an Old Cow Hand – 4:45 (Johnny Mercer)
5. Jeannine – 5:31 (Duke Pearson)
6. Say You're Mine – 5:27 (Duke Pearson)
7. Exodus – 5:48 (Ernest Gold)
8. Le Carrousel (Take 2) – 4:16 (Duke Pearson) – Bonus Track - Alternate Take
9. I'm an Old Cow Hand (Take 3) – 4:32 (Johnny Mercer) – Bonus Track - Alternate Take
10. Say You're Mine (Take 3) – 5:29 (Duke Pearson) – Bonus Track - Alternate Take

- Brani nr. 8, 9 e 10 registrati il 1º agosto 1961 al Bell Sound Studios di New York City, New York

Edizione CD del 1990 (dal titolo Bags Groove), pubblicato dalla Black Lion Records (BLCD 760149)
1. I'm an Old Cowhand (Take 5) – 4:41 (Johnny Mercer)
2. Say You're Mine (Take 4) – 5:22 (Duke Pearson)
3. Le Carrousel (Take 3) – 4:50 (Duke Pearson)
4. Exodus (Take 1) – 5:44 (Ernest Gold)
5. Bags Groove (Take 1) – 4:59 (Milt Jackson)
6. Jeannine (Take 1) – 5:28 (Duke Pearson)
7. I'm an Old Cowhand (Take 3) – 4:25 (Johnny Mercer)
8. Say You're Mine (Take 3) – 5:25 (Duke Pearson)
9. Le Carrousel (Take 2) – 5:12 (Duke Pearson)

## Musicisti
A1, A2, A4, B1, B2 e B3 / CD - nr. 1, 2, 4, 5, 6, 7, 8, 9 e 10
- Duke Pearson - pianoforte
- Thomas Howard - contrabbasso
- Lex Humphries - batteria[7]

A3 / CD - nr. 3
- Duke Pearson - pianoforte
- Bob Cranshaw - contrabbasso
- Walter Perkins - batteria[2]